# Normaal getal
In de wiskunde is een normaal getal een irrationaal reëel getal met oneindig veel decimalen waarvoor geldt dat elke cijferreeks bij benadering even vaak voorkomt als alle andere cijferreeksen van dezelfde lengte. Dit moet waar zijn voor elk talstelsel waarmee het getal kan worden uitgeschreven. Bijvoorbeeld alle cijfers van 0 tot en met 9 komen bij benadering even vaak voor, maar ook tweetallen, drietallen en andere opeenvolgingen van cijfers.
Hoewel bewezen kan worden dat bijna alle getallen normaal zijn, is dat bewijs voor concrete gevallen meestal niet te geven. Zo bestaat het vermoeden dat getallen zoals √2, π en e normaal zijn, maar sluitend bewijs daarvoor ontbreekt.

## Voorbeelden
- De constante van Copeland-Erdős (0,235711131719232931374143...), alle priemgetallen op volgorde achter "0," geschreven, is normaal in elk talstelsel.
- De constante van Champernowne voor het decimale stelsel (0,1234567891011121314...), alle natuurlijke getallen op volgorde achter "0", is normaal.
- Rationale getallen (breuken van gehele getallen) zijn niet normaal. In elk talstelsel is bij deze getallen immers een repeterend patroon te vinden, dat dus vaker voorkomt dan andere patronen van dezelfde lengte.